# Neotuerta
Neotuerta là một chi bướm đêm thuộc họ Noctuidae.

## Loài
- Neotuerta hemicycla Hampson, 1904
- Neotuerta lycaon Druce, 1897
- Neotuerta platensis Berg, 1882
- Neotuerta sabulosa Felder, 1874